# 盧象昇
盧象昇（1600年—1639年），字建斗，號九臺，直隸宜興縣張渚茗嶺（今屬江蘇省宜興市）人，祖籍江南東道鄞縣（今浙江寧波），明末政治人物、軍事將領，天啟進士，練“天雄军”，圍剿農民軍有方，官至宣大總督，在對清戰爭中戰歿。南明谥忠烈，清乾隆时谥忠肃。

## 生平
盧象升是東漢尚書令盧植的後代，他的祖父盧立志曾任太康縣令，父親盧国霦則是秀才，母親李氏。象昇幼時潛心讀書，好騎射，雖是文人，皮膚白晳，身材削瘦，但力氣很大，天賦異稟。年輕時便與東林黨人相善。
万历四十四年（1616年），十七岁進入國子監“补博士弟子员”，天啟元年（1621年）中式應天府鄉試舉人，天啟二年（1622年）聯捷進士，授戶部主事。象昇能與部下共甘苦，善於馭下，過著苦行僧式的生活，史載其“居官勤勞倍下吏，夜刻燭，雞鳴盥櫛，得一機要，披衣起，立行之”、「善骑射，娴将略，临阵身先士卒」。
崇禎改元，任直隸大名府知府。崇祯二年（1629年）滿州皇太极绕过关锦防线，沿喜峰口入袭京畿，卢象昇募了一萬士兵勤皇，還沒打仗，滿人就退兵了。崇祯三年，提任参政，负责练兵，于大名府一帶（古名天雄）以親友、同鄉的关系网招募軍隊，號稱“天雄军”。崇禎四年（1631年）因治績優良升任按察使。
崇禎六年（1633年）象昇率所练“天雄军”，镇压由山西入河北之民变。后任五省总督，管江北、河南、湖广、四川、山东剿匪事，与将领祖宽、左良玉击败高迎祥、李自成、张献忠部。象昇军到汝阳时，军中断粮三日，象昇以身随之断粮，军无怨言，无人逃亡。汝阳之战，盧象昇自城西攻，高迎祥几十万大军崩溃。高迎祥聚合部众二十万之众，继续逃亡，在确山再败于卢象昇。自崇祯八年五月至十一月，象昇以率绝对劣势兵力，先后十余战皆胜，斩杀民军三万余人，彻底扭转了战略局势。崇祯九年正月，高迎祥会合张献忠，三十万之众攻击南京，不利，退攻滁州。卢象昇率军赶到，以两万之众再次击败高迎祥，并以各将领围堵，高迎祥人马散尽，退入湖广郧阳。卢象昇手下祖宽所部以不熟山势為由，拒绝入山作战，象昇无计可施。後來以父親病亡，丁憂回鄉守孝。
崇禎九年（1636年）四月，皇太极建国，國號為「大清」，六月，阿济格率清軍攻入喜峰口，纵意抢掠而去。象昇调任宣大总督，率師進駐京畿，嚴明軍紀，操練兵馬，清軍不敢進犯。當其時宣、云缺饷，糧價斗米千钱，而且内外拖延賦稅情況嚴重，於是盧象昇大舉屯牧之法，如一個熟練的農夫一樣指揮屯田工作，兩年就積糧二十萬石，崇禎帝下旨嘉獎，並讓其他邊鎮引例學習。
崇禎十一年（1638年）冬，清軍三路大舉南侵，北京戒嚴，下旨奪情，召盧象升入衛京師。崇禎帝和戰不定，禮部尚書兼東閣大學士楊嗣昌主張議和；但盧象昇主張堅決抵抗，遂率諸將分道出擊，與清軍戰於慶都、真定（今河北望都、正定）等地。然楊嗣昌手握兵權，事事掣肘，切断象昇粮饷，屡屡调走象昇部生力军，致使号称“总督天下援兵”的象昇部只剩区区五千老弱残卒。是年十二月十一日（1639年1月），盧象昇移兵鉅鹿（今屬河北）賈莊，稍挫敗清軍，颇有斩获。後斷糧七日，全凭百姓自愿捐粮掺杂冰雪为食，然无一人叛。
宦官高起潛統兵數萬在雞澤，距離賈莊不到五十里，象昇派遣楊廷麟去求援，高起潛置之不理。盧象昇知事不免，軍中大哭，誓与清军决一死战。随拔寨而出，于蒿水桥决战清軍。史載“……騎數萬環之三匝。象昇麾兵疾戰，呼聲動天，自辰迄未，砲盡矢窮。奮身鬥，後騎皆進，手擊殺數十人，身中四矢三刃，遂仆。

## 身后
掌牧楊陸凱，懼眾之殘其屍，而伏其上，背負二十四矢以死。”战后，杨廷麟及部下在战场上寻获卢象昇遗体，甲下尚着麻衣白网（服父丧）。三郡之民闻之，痛哭失声，声震天地。
大学士杨嗣昌却一意诬陷象昇临阵脱逃，派士卒俞振龙等三人前往查看。俞振龙不畏淫威，坚持指认象昇遗体，“嗣昌怒，鞭之三日夜，且死，张目曰：‘天道神明，无枉忠臣。’” 千总杨国栋因为不肯顺从杨嗣昌意思修改塘报，坚持象昇已战死，而被处极刑。象昇遗体停尸八十多日后方为家人收殓，“至明年二月二十八日始大殓，神色如生”。
楊嗣昌死後，時任左都御使劉宗周等廷臣開始上疏為盧象昇訴冤，自此朝廷恢復其名譽，以原官加贈太子少師。南明弘光帝時追諡忠烈，清乾隆四十一年（1776年）正月，追谥忠肃。黄道让作挽联有“数三十九岁名将，岳家哀，卢家尤哀”之语。

## 家族
祖父萬曆十三年舉人、南康縣知縣盧立志，父親盧國霦。

## 著作
著作有《卢忠肃集》《盧象昇疏牘》。

## 延伸阅读
[在维基数据编辑]
 《明史卷二百六十一》，出自《明史》
 在维基共享资源阅览影像
| 官衔          | 官衔                                  | 官衔          |
| ------------- | ------------------------------------- | ------------- |
| 前任： 王振熙 | 直隸大名府知府 崇禎元年（1628年）上任 | 繼任： 崔源之 |